# Benfeld
 Benfeld (en alsacià Banfald) és un municipi francès, situat a la regió del Gran Est, al departament del Baix Rin. L'any 2007 tenia 5.315 habitants.
Forma part del cantó d'Erstein, del districte de Sélestat-Erstein i de la Comunitat de comunes del cantó d'Erstein.

## Demografia
| 1962  | 1968  | 1975  | 1982  | 1990  | 1999  |
| ----- | ----- | ----- | ----- | ----- | ----- |
| 3.433 | 3.441 | 3.798 | 4.451 | 4.330 | 4.878 |

## Administració
| Període         | Identitat      | Partit |
| --------------- | -------------- | ------ |
| -2001           | Roland Brendlé | UDF    |
| 2001-2002       | Marc Wilhelm   |        |
| 2002-2008       | Robert Lustig  | DVD    |
| 2008-2014       | André Wetzel   |        |
| 2014-actualitat | Jacky Wolfarth |        |